# Olympische Winterspiele 1998/Teilnehmer (Mongolei)
| Gelbes Symbol für Goldmedaillen mit stilisierten Olympischen Ringen | Graues Symbol für Silbermedaillen mit stilisierten Olympischen Ringen | Braundes Symbol für Bronzemedaillen mit stilisierten Olympischen Ringen |
| ------------------------------------------------------------------- | --------------------------------------------------------------------- | ----------------------------------------------------------------------- |
| —                                                                   | —                                                                     | —                                                                       |

Die Mongolei nahm 1998 zum neunten Mal an Olympischen Winterspielen teil. Es wurden drei Athleten nach Nagano entsandt, alles Männer, die in zwei Disziplinen antraten. Ein Medaillengewinn gelang keinem der Athleten.
Fahnenträger bei der Eröffnungsfeier war die Shorttrack-Läufer Boldyn Sansarbileg.

## Übersicht der Teilnehmer

### Shorttrack
| Athleten           | Wettbewerbe | Vorlauf      | Vorlauf | Viertelfinale | Viertelfinale | Halbfinale    | Halbfinale    | Finale        | Finale        | Rang |
| Athleten           | Wettbewerbe | Zeit         | Rang    | Zeit          | Rang          | Zeit          | Rang          | Zeit          | Rang          | Rang |
| ------------------ | ----------- | ------------ | ------- | ------------- | ------------- | ------------- | ------------- | ------------- | ------------- | ---- |
| Männer             |             |              |         |               |               |               |               |               |               |      |
| Battulgyn Oktjabrj | 500 m       | 50,466 s     | 4       | ausgeschieden | ausgeschieden | ausgeschieden | ausgeschieden | ausgeschieden | ausgeschieden | 28   |
| Boldyn Sansarbileg | 1000 m      | 1:39,913 min | 4       | ausgeschieden | ausgeschieden | ausgeschieden | ausgeschieden | ausgeschieden | ausgeschieden | 29   |

### Skilanglauf
| Athleten                   | Wettbewerbe     | Zeit        | Rang |
| -------------------------- | --------------- | ----------- | ---- |
| Männer                     |                 |             |      |
| Daschdsewegiin Otschirsüch | 10 km klassisch | 39:38,6 min | 90   |